# 橘子碗
橘子碗（Orange Bowl）是美國戰績最好的大學美式足球隊所競逐的錦標，此錦標自1935年開始，是美國第二歷史久遠的美式足球賽事。近年，橘子碗的比賽都在佛羅里達州的硬石體育場舉行。